# Mark Ciabattari

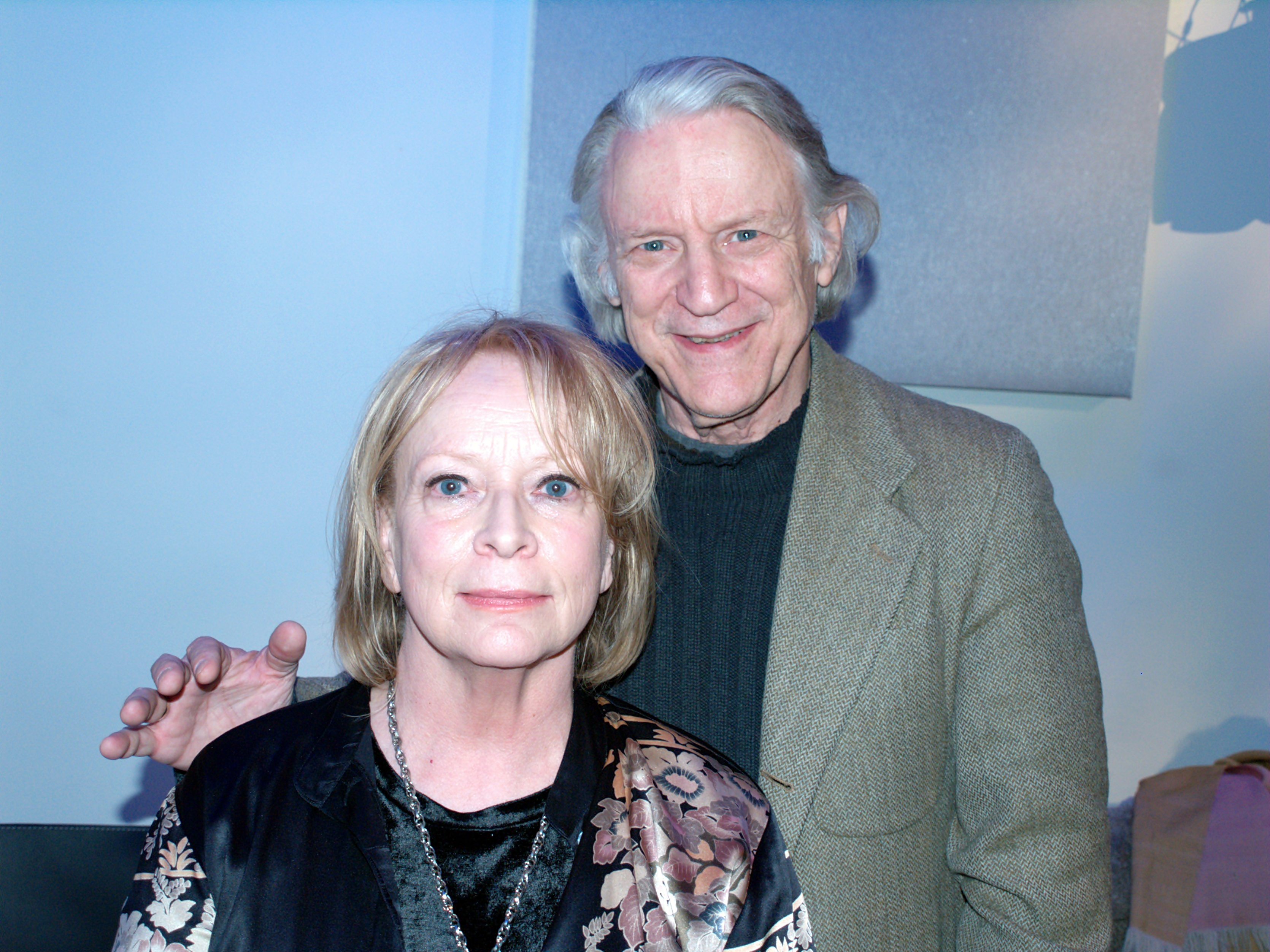
Jane Ciabattari und Mark Ciabattari (2011)

Mark Ciabattari (geboren in Butte (Montana)) ist ein US-amerikanischer Kulturhistoriker und Schriftsteller.

## Leben
Mark Ciabattari ist ein Sohn von Etalo Albert Ciabbatari und  Ina Aho, seine Großeltern waren Einwanderer aus Italien. Er spielte in der American-Football-League als Halfback und erhielt daher ein Stipendium für das Studium an der Stanford University, mit dem er auch ein Semester in Florenz studierte. Er schloss 1966 mit einem B.A. in europäischer Kulturgeschichte ab, ging dann an die New York University, an der er 1971 einen M.A. in amerikanischer Kulturgeschichte machte und 1989 auch promoviert wurde. Ciabattari lehrte an der NYU, als Assistant Professor von 1985 bis 1990 mit Unterbrechung an der City University of New York und von 1990 bis 1992 an der Yeshiva University, dann von 2001 bis 2006 als Associate Professor für Englisch und Geschichte am Mercy College New York.
Ciabattari heiratete 1967 Jane Dotson, die unter dem Namen Jane Ciabattari als Literaturkritikerin und Literaturmanagerin bekannt wurde, sie haben ein Kind, sie lebten in New York und später in Sonoma County, CA.
Ciabattari veröffentlichte ab 1990 mehrere Großstadtromane mit der italoamerikanischen Titelfigur Rizzoli.

## Werke
- Dreams of an imaginary New Yorker named Rizzoli. Illustrationen Istvan Banyai. E.P. Dutton, 1990
- (Hrsg.): Clay Creatures. 2004 (enthält 2 Novellen, The Jar (La Giara ) von Pirandello und The Urn von Ciabattari)
- Mark Ciabattari; Brian Greenberg: Social history of the United States, vol. 5: The 1940s. Santa Barbara, Calif. : ABC-CLIO, 2009
- Preludes to history : the head, the satyr and the mermaid. Lyrik. New York, NY : Bordighera, 2016
- The Literal Truth: Rizzoli Eats the Apple of Earthly Delights. Bordighera 2020 (Rizzoli #2 )
- When the Mask Slips. New York, NY : Bordighera, 2022 (Rizzoli #4)